# Champions League LIVE
Champions League LIVE è stato un programma televisivo italiano di approfondimento calcistico e spin-off di Pressing Champions League, andato in onda dal 20 ottobre 2020 al 1º giugno 2024 in occasione delle partite della Champions League su Canale 5, Italia 1, 20, Mediaset Infinity e Infinity+.

## Il programma
Il programma è nato come spin-off del programma Speciale Champions League, andato in onda dal 2012 condotto sempre da Alberto Brandi. Va in onda dallo studio 7 del Centro di produzione Mediaset di Cologno Monzese (Milano), e viene trasmesso dal 20 ottobre 2020 al martedì (talvolta anche al mercoledì a seconda della gara trasmessa in chiaro) in seconda serata su Canale 5 (eccezionalmente anche sul 20) con la conduzione di Alberto Brandi (sostituito da Benedetta Radaelli nella puntata del 12 aprile 2022). Nel contempo uno spin-off condotto da Benedetta Radaelli va in onda su Italia 1 e su Infinity+ per i preliminari di Champions, come pre-partita del martedì e del mercoledì e post-partita del mercoledì su Infinity+ (talvolta anche al martedì su Canale 5 a seconda della gara trasmessa in chiaro) alternandosi quindi sulle diversi reti Mediaset con la conduzione di Alberto Brandi. 
In occasione della finale della UEFA Champions League 2022-2023 Manchester City-Inter,  disputata sabato 10 giugno 2023 con telecronaca di Riccardo Trevisani e Massimo Paganin, Alberto Brandi conduce su Canale 5 lo studio speciale dall'Atatürk di Istanbul con ospiti Christian Panucci, Massimo Mauro e Sandro Sabatini con Graziano Cesari collegato da Milano mentre Benedetta Radaelli conduce dal tardo pomeriggio il pre-partita con gli stessi ospiti sul 20. L'anno seguente invece il pre-partita della Radaelli va in onda su Mediaset Infinity mentre dopo la partita Alberto Brandi va in onda su Canale 5 con gli stessi ospiti del 2023. Al termine di questa stagione il programma chiude i battenti stante la mancata trasmissione delle gare di Champions sulle reti Mediaset.

## Ospiti ricorrenti
Tra gli ospiti ricorrenti presenti: Riccardo Ferri, Sandro Sabatini, Mino Taveri, Christian Panucci, Alessio Tacchinardi, Daniele Massaro, Stefano Sorrentino, Riccardo Trevisani, Massimo Oddo, Mauro Tassotti, Massimo Mauro, Fabrizio Ravanelli, Alessandro Altobelli, Daniele Miceli, Claudio Raimondi, Filippo Galli, Andrea Ranocchia, Fabrizio Biasin e per la moviola prima Mauro Bergonzi e poi Graziano Cesari (sostituito da Andrea De Marco per un breve periodo).